# Yozoh
Sin Su-jin (11 de junio de 1981), conocida también como Yozoh (Hangul: 요조), es una cantante indie y actriz surcoreana. Lanzó su primer álbum My Name Is Yozoh en 2007. En 2010, incursionó en la actuación, participando en Sogyumo Acacia Band's Story, Cafe Noir y Come, Closer.

## Discografía
| Información del álbum                                                                 | Lista de pistas |
| ------------------------------------------------------------------------------------- | --- |
| My Name Is Yozoh - EP - Lanzamiento: 20 de noviembre de 2007 - Etiqueta: Pastel Music | Track listing 1. My Name Is Yozoh 2. 슈팅스타 3. Love 4. 낮잠 5. 바나나파티 6. 사랑의 롤러코스터 7. 숨바꼭질 8. 그런지 카 9. 꽃 Yozoh 10. My Name Is Yozoh (Radio) |

## Filmografía
| Año  | Título                      | Papel       | Notas                 |
| ---- | --------------------------- | ----------- | --------------------- |
| 2010 | Sogyumo Acacia Band's Story | Ella misma  | música del documental |
| 2010 | Come, Closer                | Hye-young   |                       |
| 2010 | Cafe Noir                   | Shim Eun-ha |                       |
| 2016 | Write or Dance              | Su-jin      |                       |